# Razonamiento moral

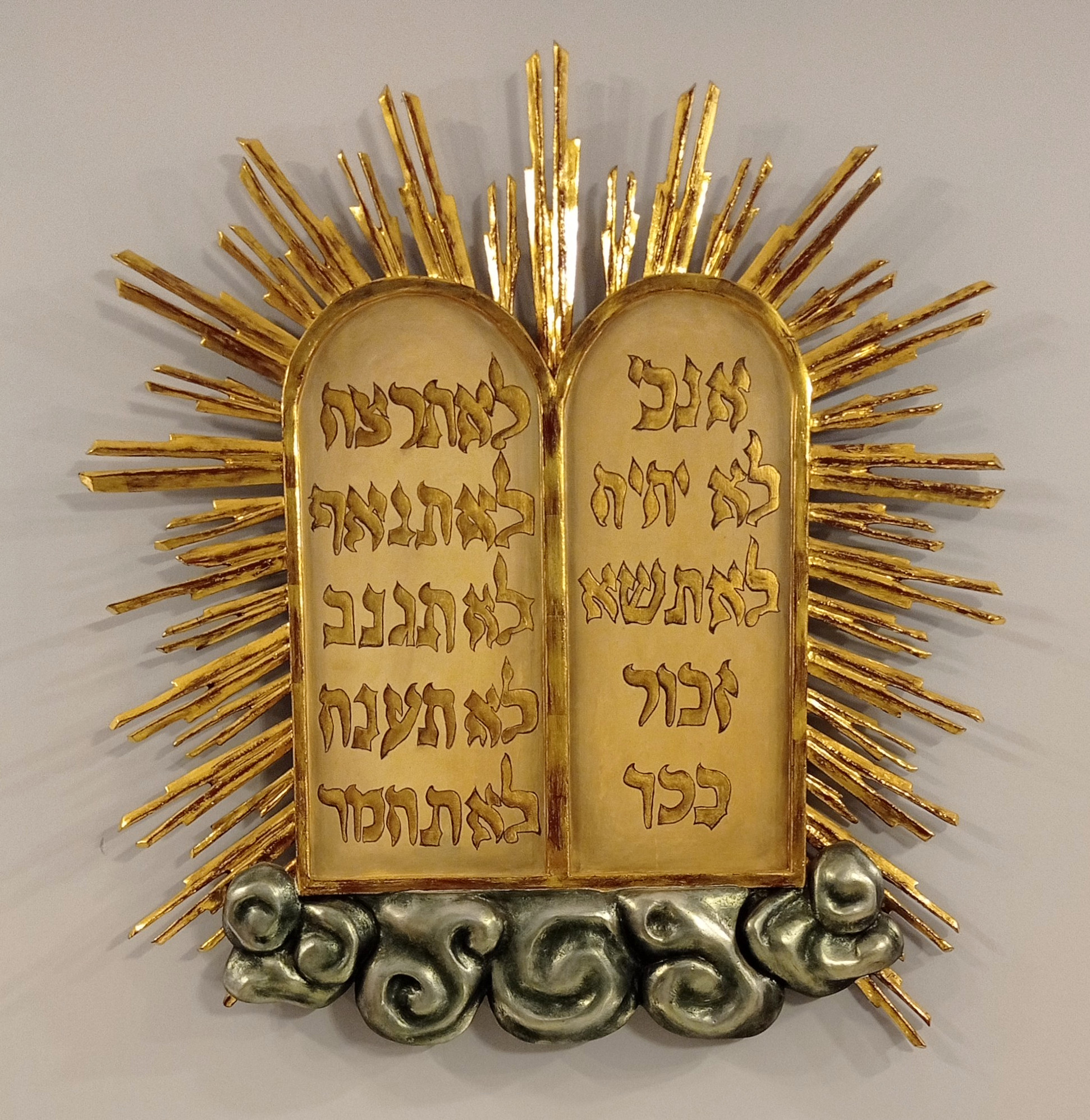
Representación decorativa de los diez mandamientos, el primer código moral conocido, en la sinagoga de Dobruška

El razonamiento moral es el proceso de pensar sobre lo que está bien y lo que está mal, el estudio de este proceso, y también el estudio de cómo las personas adquieren y aplican reglas morales. Es una subdisciplina de la psicología moral que se solapa con la Ética (también denominada filosofía moral), y es el fundamento de la ética descriptiva.

## Descripción
Desde temprana edad, las personas pueden tomar decisiones moralesː determinar si una acción en un contexto y momento determinados es buena o mala. El razonamiento moral ocurre tanto dentro del individuo (la persona piensa en silencio) como entre individuos (varias personas pueden argumentar si una determinada acción ya hecha es buena o mala, o cuál es la acción hipotética más conveniente moralmente). Entre los pensadores prominentes que han contribuido a esta teoría pueden citarse a Lawrence Kohlberg o Elliot Turiel. 
A veces se utiliza la expresión "razonamiento moral" en un sentido diferente: razonamiento bajo condiciones de incertidumbre, como las que generalmente se dan en un tribunal de justicia (hay unos hechos probados, pero otros, generalmente, no están claros, y sin embargo se debe tomar una decisión). En este sentido se acuñó la expresión «con certidumbre moral» (to a moral certainty). En todo caso, raramente se utiliza ahora esta idea en los encargos a jurados.
El razonamiento moral es un proceso importante, y a menudo diario, que las personas utilizan cuando intentan obrar correctamente. Por ejemplo, frecuentemente las personas se enfrentan al dilema de mentir o decir la verdad sobre algo. Las personas toman la decisión correspondiente sopesando las obligaciones morales y las consecuencias de cada posible acción.
Una elección moral puede provenir de una reflexión personal, de la aplicación de un código moral específico (por ejemplo, el código moral católico) o de la existencia de relaciones morales (vínculos de confianza muy fuertes, como entre una madre y su hijo). El razonamiento moral, una rama de la psicología, se ocupa de cómo las personas normales perciben estos asuntos, y es el fundamento de la ética descriptiva (distinta de la ética aplicada; recuérdese que, estrictamente, la Ética es la rama de la filosofía que estudia la conducta humana respecto a lo bueno y lo malo, mientras que el lenguaje coloquial tiende a emplear indistintamente "ética" y "moral"). 
Hay muchas formas diferentes de razonamiento moral, a menudo dictadas por la cultura. Pueden observarse diferencias culturales en los niveles altos de la función cognitiva asociada con el razonamiento moral a través de la asociación de redes cerebrales de personas de diferentes culturas y las decisiones morales que toman. Estas diferencias culturales demuestran la base neuronal que las influencias culturales pueden tener en el razonamiento moral de un individuo y las decisiones morales que tome.
Las distinciones entre las teorías de razonamiento moral pueden ser razonadas evaluando las inferencias (que tienden a ser deductivas o inductivas) basadas en un conjunto de premisas dadas. La inferencia deductiva llega a la conclusión que algo es cierto basándose en que un conjunto de premisas que preceden a la conclusión también son ciertas, mientras que la inferencia inductiva va más allá de la información dada en un conjunto de premisas para basar la conclusión en una reflexión expresa.

## En filosofía
El filósofo David Hume sostiene que la moral (sustantivo, en el sentido 5 que le da la RAEː «doctrina del obrar humano que pretende regular el comportamiento individual y colectivo en relación con el bien y el mal»), se basa más en percepciones que en razonamiento lógico. Esto significa que la moral de las personas (el mecanismo interno que les dice si algo es bueno o malo) se basa más en sus emociones y sentimientos que en un análisis lógico de la situación. Hume considera la moral enlazada a la pasión, el amor, la felicidad y otras emociones, y por tanto no basada en la razón. Cuando en esta página se emplee la palabra "moral" como adjetivo, se hará solo en el sentido 1 que le da la RAEː «relativo a las acciones de las personas, desde el punto de vista de su obrar en relación con el bien o el mal» y no, por ejemplo, en el sentido 2 «conforme con las normas que una persona tiene del bien y del mal». No se describirá entonces un acto como "moral", sino como "bueno". Tampoco se empleará "moralidad", puesto que no se considera que la definición de la RAE «conformidad de una acción o doctrina con los preceptos de la moral» sea la que percibe una parte de los hispanohablantes (en la Wikipedia Moralidad redirige a Moral)
Jonathan Haidt está de acuerdo con Hume y argumenta en su modelo del intuicionismo social que el razonamiento respecto de una situación o idea morales sigue una intuición inicial. La postura fundamental de Haidt sobre el razonamiento moral es que «las intuiciones morales (incluidas las emociones morales, como la culpa o la vergüenza) vienen primero, y causan directamente los juicios morales». Haidt define la intuición moral como «la aparición repentina en la consciencia de un juicio moral, incluyendo una valencia afectiva (bueno-malo, gusto-aversión), sin ninguna consciencia previa de haber pasado por las etapas de investigar, sopesar las pruebas o inferir una conclusión».
Immanuel Kant tenía una visión radicalmente diferente de la moral. Opinaba que hay leyes morales universales que la persona nunca debería quebrantar por más que sus emociones la impulsaran a ello. Propuso un sistema de 4 pasos, basado en la lógica y la razón, para determinar si una acción dada era buena o mala. El primer paso de este método implica formular «una máxima [en su sentido de "regla, principio"] que contenga la razón para una acción». En el segundo paso, un «marco como principio universal para todos los agentes racionales». El tercer paso evalúa «si un mundo basado en este principio universal es concebible». Si lo es, entonces el cuarto paso consiste en preguntarse «si se desea que la máxima rija en ese mundo». En breveː una acción es buena si la máxima por la que se justifica podría universalizarse. 
«Obra solo según una máxima tal que puedas querer al mismo tiempo que se torne ley universal»
Por ejemplo cuando una persona está decidiendo si miente en beneficio propio, o dice una verdad perjudicial, puede imaginar cómo sería un mundo donde todos mintieran. En tal mundo no tendría ningún sentido mentir, porque nadie esperaría que le dijeran la verdad, haciendo absurda la máxima universal de "miente cuando te beneficie". Así, Kant sostiene que en ninguna circunstancia se debe mentir. 
Otro ejemplo sería la decisión sobre si el suicidio es bueno o maloː imaginemos que todas las personas se suicidaran. Eso no sería bueno, por lo que el suicidio individual es malo. Eso sí, el marco moral de Kant opera bajo la máxima general de que cada persona debe ser tratada como un fin en sí mismo, no como un medio para un fin. Debe considerarse esta máxima cuando se aplican los 4 pasos antedichos.
Una forma de razonamiento moral se basa en la analogía. Cuando se utiliza, el juicio moral sobre una situación puede aplicarse a otra si la situación es relevantemente similar, es decir, lo bastante parecida para que pueda aplicarse el mismo razonamiento moral. Un razonamiento análogo se emplea en el Derecho anglosajón (common law) cuando la argumentación se basa en un precedente. 
En el consecuencialismo (a menudo distinguido de la deontología), las acciones son buenas o malas según sus consecuencias, en vez de por propiedades intrínsecas de dichas acciones.

## En psicología del desarrollo
El razonamiento moral atrajo primero una amplia atención de los psicólogos del desarrollo de la persona desde mediados del siglo XX hasta sus finales. Su principal teorización dilucidó las etapas de desarrollo de la capacidad de razonamiento moral. Generalmente se considera que la socialización con empatía durante la infancia y adolescencia es el factor más influyente en los niños a la hora de interiorizar las normas sociales que ayudan a distinguir el bien del mal.

### Jean Piaget
Jean Piaget consideró que el desarrollo moral de la persona se realizaba en 2 fases, una común entre los niños y la otra, entre los adultos. Denominó a la primera "fase heterónoma". Esta fase, más común entre niños, se caracteriza por la idea de que las reglas provienen de figuras de autoridad en su vida, como padres, profesores, y Dios. También implica la idea de que las reglas son permanentes pase lo que pase. En tercer lugar, esta fase incluye la creencia de que el comportamiento "travieso" siempre debe castigarse, y de que el castigo será proporcional.
A la segunda fase Piaget la denominó "fase autónoma". Es más común cuando la persona ha madurado. En esta fase los individuos empiezan a ver las intenciones que hay detrás de las acciones como más importantes que sus consecuencias. Por ejemplo, si un conductor da un volantazo para no atropellar a un perro, y entonces derriba una señal de tráfico, los adultos probablemente se enfadarán menos con el conductor que si hubiera derribado expresamente la señal solo para divertirse. Aunque el resultado es igual, las personas son más proclives a perdonar debido a la buena intención de salvar al perro. 
Esta segunda fase también incluye la idea de que diferentes personas pueden tener distintos códigos morales, y que no necesariamente existe una moral universal. Las personas en la fase autónoma también creen que las reglas pueden incumplirse bajo ciertas circunstancias. Por ejemplo, Rosa Parks (de raza negra) vulneró la norma (vigente entonces, pero ya abolida) al negarse a dejar su asiento en una zona del autobús reservada para blancos (ver Discriminación racial). Obró contra la norma, pero muchas personas consideran que no contra la moral. En esta fase las personas también dejan de creer en una justicia inmanente (los niños creen que las cosas pueden hacer justicia por sí mismas, por ejemplo que el jarrón te castigará por haberlo roto).

### Lawrence Kohlberg
Inspirado por Piaget, Lawrence Kohlberg contribuyó significativamente al campo de razonamiento moral al crear una teoría del desarrollo moral. Su ampliamente aceptada teoría «proporciona la base para la evidencia empírica de la influencia de la toma de decisiones humana en el comportamiento moral». Kohlberg opina que el desarrollo moral consiste en el crecimiento de modos de razonar más imparciales y menos egocéntricos sobre asuntos más complicados. 
Creía que el objetivo de la educación moral es impulsar a los niños para que pasen a una etapa superior. El dilema era, según Kohlberg, una herramienta fundamental para este impulso. De acuerdo con su teoría, las personas pasan por 3 etapas principales de desarrollo moral desde la niñez a la adultezː moral preconvencional, moral convencional y moral postconvencional. Cada una de ellas se subdivide a su vez en 2 niveles.
Al primer nivel de la etapa de moral preconvencional Kohlberg lo denominó "de obediencia y castigo"ː las personitas evitan ciertos comportamientos solo por miedo al castigo, no porque los consideren incorrectos. Kohlberg bautizó el segundo nivel de esta primera etapa como "de individualismo e intercambio": los niños toman las decisiones morales según lo que mejor sirve a sus necesidades.
Al primer nivel de la segunda etapa Kohlberg le puso el nombre de "relaciones interpersonales"ː el individuo en formación intenta ceñirse al código moral de la sociedad en la que vive, con el objetivo de ser considerado una buena persona. Al segundo nivel de esta etapa de moral convencional, Kohlberg lo nombró "mantener el orden social". En este nivel la sociedad se ve como un todo, y se siguen sus leyes y reglas.
El primer nivel de la etapa de moral postconvencional recibió la denominación "contrato social y derechos individuales"ː las personas empiezan a darse cuenta de que su código moral puede ser distinto del de otros individuos, y piensan que los miembros de la sociedad deben acordar unas leyes. El nivel final del desarrollo moral de la persona que postula Kohlberg se conoce como "principios universales"ː las personas empiezan a desarrollar sus ideas sobre principios morales universales y considerarán que señalan la acción buena a despecho de lo que puedan decir las leyes de la sociedad.

### James Rest
En 1983, James Rest desarrolló un modelo de moral de 4 componentes, que recoge las formas en que ocurre la motivación y el comportamiento morales. El primer componente es la sensibilidad moral, definida como «la capacidad de ver un dilema moral, incluyendo cómo nuestras acciones afectarán otros». 
El segundo es el raciocinio moralː «la capacidad de razonar correctamente sobre qué debería hacerse en una situación concreta». Esto también se denomina "juicio moral", pero en esta página, para evitar confusiones, no se utilizará esta expresión con ese sentido, porque en ella "juicio" no se emplea en el sentido 3 de la RAE, «acción y efecto de juzgar», sino en los sentidos 1 y 2, «facultad del ser humano para distinguir, estado de sana razón». Las 2 palabras juicio moral no significan lo mismo en la expresión tener juicio moral (una virtud permanente de la persona) que en hacer un juicio moral (una acción aislada, por ejemplo decir que mentir es malo).
El tercer componente es la motivación moralː «comprometerse a obrar bien y aceptar la responsabilidad del resultado». El cuarto y último componente del modelo de Rest es el carácter moralː «persistir valientemente en obrar bien a pesar de la fatiga o las tentaciones».

## En cognición social
Basándose en resultados empíricos de estudios conductistas y neurocientíficos, los psicólogos sociales y cognitivos intentaron desarrollar una teoría del razonamiento moral más precisamente descriptiva que normativa (es decir, que cuente lo que realmente ocurre en el cerebro de la persona que razona moralmente en vez de lo que el filósofo piense que debería ocurrir). La investigación se centra en cómo los individuos, en su vida real, realizan inferencias morales y toman decisiones morales, en vez de en lo que debería considerarse bueno.

### Teoría del proceso dual e intuicionismo social
Las teorías del desarrollo del razonamiento moral recibieron críticas por priorizar la maduración del aspecto cognitivo del razonamiento moral. Desde la perspectiva de Kohlberg, se considera a una persona tanto más adelantada en razonamiento moral cuanto más eficaz es en utilizar razonamiento deductivo y principios morales abstractos para hacer juicios morales sobre casos particulares. Por ejemplo, un razonador avanzado puede razonar silogísticamente (mediante silogismos) con el principio kantiano de "tratar a los individuos como fines y nunca meramente como medios" y una situación donde unos secuestradores están reclamando un rescate por un rehén, para concluir que los secuestradores han violado un principio moral, y deberían ser condenados. En este proceso se parte de los supuestos de que el razonador es racional y controla conscientemente cómo toma sus decisiones.
Sin embargo, en contraste con esta visión, Joshua Greene y sus colegas sostuvieron que los juicios morales de los legos (personas sin experiencia en una disciplina) están influidos significativamente, si no conformados, por la intuición y la emoción, en vez de por la aplicación racional de reglas. En sus estudios con imágenes de resonancia magnética funcional (fMRI por sus siglas en inglés, que muestran las áreas del cerebro que más se activan cuando la persona realiza tareas específicas) poco después del año 2000, se mostraron a los participantes 3 tipos de escenarios de decisión: 
- dilemas morales que propiciaban la reacción emocional (condición moral-personal),
- dilemas morales que no propiciaban la reacción emocional (condición moral-impersonal),
- situaciones sin contenido moral (condición no moral).[21][22]

Regiones cerebrales como el giro cingulado posterior (aquí "giro" no tiene ninguno de los significados habituales recogidos por la RAE, sino que quiere decir "circunvolución"; ver Giros cerebrales) o el giro angular, que se activan cuando la persona se emociona, mostraron activaciones en la condición moral-personal, pero no en la condición moral-impersonal. 
Por otra parte, las regiones relacionadas con la memoria de trabajo, incluyendo el giro derecho medio frontal y el lóbulo parietal bilateral, eran menos activas en la condición moral-personal que en la moral-impersonal. Además la actividad neuronal de las personas participantes en la condición moral-impersonal era similar a la medida en las situaciones sin contenido moral.

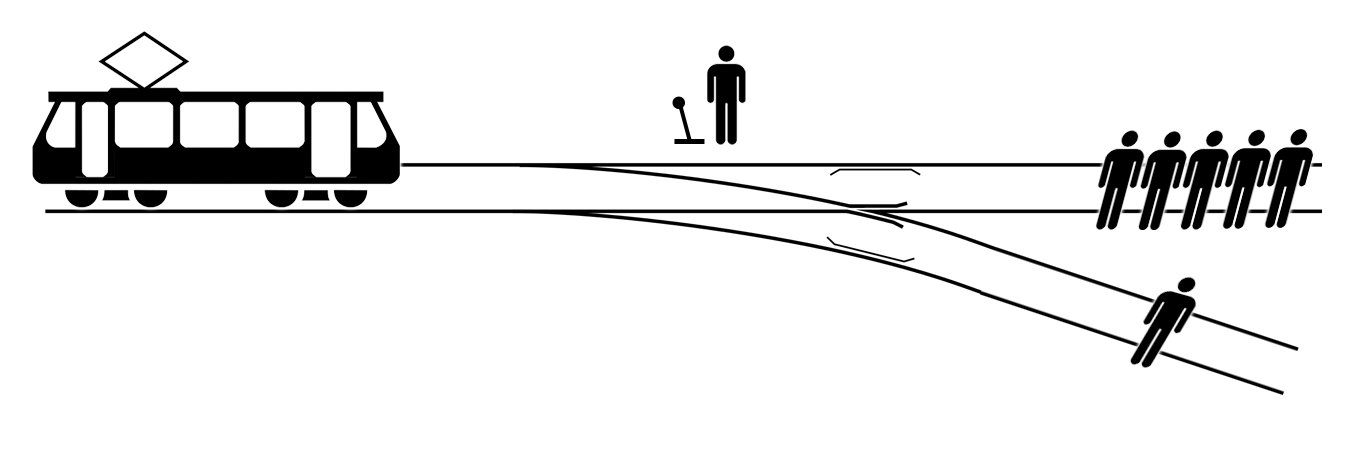
Problema moral del tranvíaː ¿debe dejarse que siga su curso y mate a 5 personas, o desviarlo con el cambio de agujas mostrado en el dibujo, y que solo atropelle a una?

Otro estudio utilizó variantes del problema del tranvía que diferían en la dimensión personal/impersonal e investigó el juicio de permisibilidad de las personas participantes (escenarios 1 y 2). A los participantes se les presentaron varias posibilidades de sacrificar a una persona para salvar a otras 5. En algunos casos se preguntaba a un participante si empujaría (condición personal) a una persona desde un puente para que la matara el tranvía descontrolado, y así salvar a otras 5 personas. En otro caso se le preguntaba si apretaría un botón (condición impersonal) para que el tranvía, en vez de pasar por un tramo donde mataría a 5 personas, pasara por otro donde solo atropellaría a una. Solo el 11 % de los participantes consideró moralmente admisible empujar, mientras que el 89 % aceptaba darle al botón. Esta diferencia se atribuyó a la reacción emocional del participante al pensar en poner sus manos sobre la hipotética víctima, en vez de simplemente apretar un interruptor. A los participantes que decían estar dispuestos a darle al botón, pero no a empujar a una persona, se les pidió que justificaran su postura. La mayoría no lo consiguió.
Basándose en estos resultados, los psicólogos sociales propusieron la teoría del proceso dual de moralidad. Sugirieron que nuestra intuición y nuestro razonamiento no sólo tienen ambos la capacidad de distinguir un acto bueno de uno malo, sino que también compiten al tomar decisiones morales, y no siempre la decisión de la intuición coincide con la del razonamiento. 
La emoción hace un juicio moral automático, inconsciente, y nuestra respuesta inmediata está guiada por nuestra intuición en primer lugar. Después el razonamiento formal, más cuidadoso y deliberado, da una respuesta que puede ser coherente o incoherente con la respuesta proporcionada por la intuición. Esto sería un caso particular de la teoría general del pensamiento como proceso dual (inconsciente + consciente).
Ello supuso un cambio importanteː antes se veía el razonamiento moral como un proceso de raciocinio, pero las imágenes cerebrales llevaron a proponer la dominancia del proceso emocional sobre el racional. Haidt destacó que el código moral (las reglas que dicen a cada persona qué está bien y qué mal) no es directamente accesible por nuestra búsqueda consciente en memoria, por nuestro sopesar de las evidencias, o por las inferencias que hacemos. Describe por tanto el juicio moral como análogo al juicio estético, en el que la simple percepción desencadena una reacción instantánea de aprobación o desaprobación (al ver por primera vez un cuadro, nuestro cerebro nos dice si nos gusta o no). En consecuencia, una vez que se ha producido la decisión moral intuitiva, puede no ser fácilmente cambiada por la consideración racional que sigue. 
La teoría explicó que, en muchos casos, las personas resuelven las incongruencias que se dan entre los procesos intuitivos y los racionales utilizando los segundos como una justificación post-hoc de los primeros. Haidt, utilizando la metáfora «el perro emocional y su cola racional», aplicó tal naturaleza de nuestro razonamiento a los contextos que van desde la percepción de las personas hasta la política.
Una notable ilustración de la influencia de la intuición implica al sentimiento de asco. Según la teoría de los fundamentos morales de Haidt, las personas de izquierdas (progresistas) evalúan 2 dimensiones (cuidado/daño y justicia/reciprocidad) para hacer sus juicios morales, pero las de derechas (conservadoras) utilizan 3 dimensiones adicionales (pertenencia al grupo/lealtad, autoridad/respeto y pureza/santidad). Entre las personas conservadoras, los estudios han revelado el vínculo entre las evaluaciones morales que hace una persona basándose en la dimensión de pureza/santidad y la experiencia que esa persona tiene del asco. 
Esto es, los individuos con mayor sensibilidad al asco tenían mayores probabilidades de ser conservadores en asuntos como el matrimonio igualitario o el aborto. Además, cuándo los investigadores pidieron a grupos de participantes en dichos estudios que mantuvieran limpio el laboratorio lavando sus manos con antisépticos (primando así la dimensión de pureza/santidad), las actitudes de los participantes eran más conservadoras que las de otros grupos a quienes no se lo pedían.
Otros estudios críticaron las interpretaciones que hizo Haidt de sus datos. Augusto Blasi rebate las teorías de Jonathan Haidt sobre razonamiento e intuición morales. Está de acuerdo con Haidt en que la intuición moral desempeña un papel significativo en la forma de operar de los humanos. Sin embargo, Blasi sugiere que las personas utilizan el razonamiento moral más que lo que Haidt y otros científicos cognitivos sostienen. Blasi defiende el razonamiento y la reflexión morales como el fundamento del funcionamiento moral. El razonamiento y la reflexión (pensamiento atento y detenido sobre algo) desempeñan un papel clave en el crecimiento de un individuo y el progreso de las sociedades.
Se han propuesto alternativas a estos modelos intuicionistas de proceso dual. Según ellas el juicio moral y el razonamiento moral implican procesos cognitivos generales, p. ej., modelos mentales, aprendizaje social o procesos de categorización.

### Razonamiento motivado
Una teoría del razonamiento moral similar a la teoría del proceso dual fue propuesta resaltando la necesidad psicológica de llegar a conclusiones (sean ciertas o no; por ejemplo en el pasado se atribuían las plagas a la cólera divina). Ditto y otros investigadores en esa onda consideraron a los razonadores morales en situaciones diarias más abogados que juecesː las personas no razonan en el sentido valoración de la evidencia -> conclusión moral (de abajo a arriba), sino de una conclusión moral preferida a la valoración de la evidencia (de arriba abajo). El sentido de abajo a arriba se parece al proceso de pensamiento de un juez, motivado para ser preciso e imparcial en sus decisiones. El sentido de arriba abajo es similar al de un abogado, cuyo objetivo es ganar el pleito, y que utiliza argumentos parciales y selectivos.
Kunda propuso el razonamiento motivado como el marco general para comprender el razonamiento humano. Resaltó la amplia influencia de la activación fisiológica, del afecto y de la preferencia (que constituyen la esencia de la motivación y las creencias acendradas) en nuestros procesos cognitivos generales. Estos procesos incluyen buscar en nuestra memoria y construir creencias (por ejemplo, recordamos mejor lo que nos ha infligido un intenso dolor). 
Es importante resaltar que los sesgos en esta búsqueda, en la formación de hipótesis y en su evaluación resultan en un sesgo de confirmación (se da preferencia a la información que confirma la hipótesis intuida) que dificulta a los razonadores la evaluación crítica de sus creencias y conclusiones.
Las creencias no son necesariamente solo las trascendentales (creencia en Dios, en el alma), sino también simplemente aquello que se cree. Por ejemplo, dicen en el informativo que la probabilidad de que llueva mañana es alta. Entonces "lloverá mañana" se convierte en una creencia nuestra, y desistimos de proponer un partido de fútbol a las amistades.
Los individuos y grupos manipularán y tratarán de confundir los razonamientos que llevan a las creencias según la carencia de autocontrol sobre el sesgo de confirmación. Esta táctica la utilizan medios de comunicación, empresas, administraciones públicas, extremistas, religiones organizadas, etc. Los que controlen la información pueden atenuar determinados aspectos y resaltar otros para conseguir una opinión pública contraria a una interpretación razonable de los hechos disponibles (ejemploː los antivacunas).
Aplicada al ámbito moral, nuestra fuerte tendencia psicológica a favorecer a las personas que nos gustan nos lleva a interpretar hechos y formar creencias de maneras favorables para ellas. En un estudio (1) de Alicke (1992), los participantes juzgaban la responsabilidad de un conductor que sobrepasaba el límite de velocidad y causaba un accidente. Cuando el motivo para sobrepasarlo se describía como moralmente aceptable (esconder un regalo para el aniversario de sus padres), los participantes asignaron menos responsabilidad al conductor que en otro caso (esconder un vial de cocaína). Incluso aunque la atribución causal del accidente puede realizarse mediante una evaluación objetiva de los hechos, la responsabilidad que los participantes atribuyeron al conductor se vio significativamente afectada por las intenciones que les contaron que tenía este.
Otro artículo, de Simon, Stenstrom y Read (2015, estudios 3 y 4) utilizó un paradigma más amplio que medía varios aspectos de la interpretación de un suceso moral por parte de los sujetos experimentales. Estos aspectos incluían inferencias factuales, actitud emocional hacia los agentes (las personas que actúan en el suceso, como el conductor del estudio 1), y motivaciones hacia el resultado de la decisión. Los participantes leyeron sobre un caso de mala conducta académica admitida y se les pidió, en un juego de rol en el que hacían de agente judicial, que proporcionaran un veredicto. 

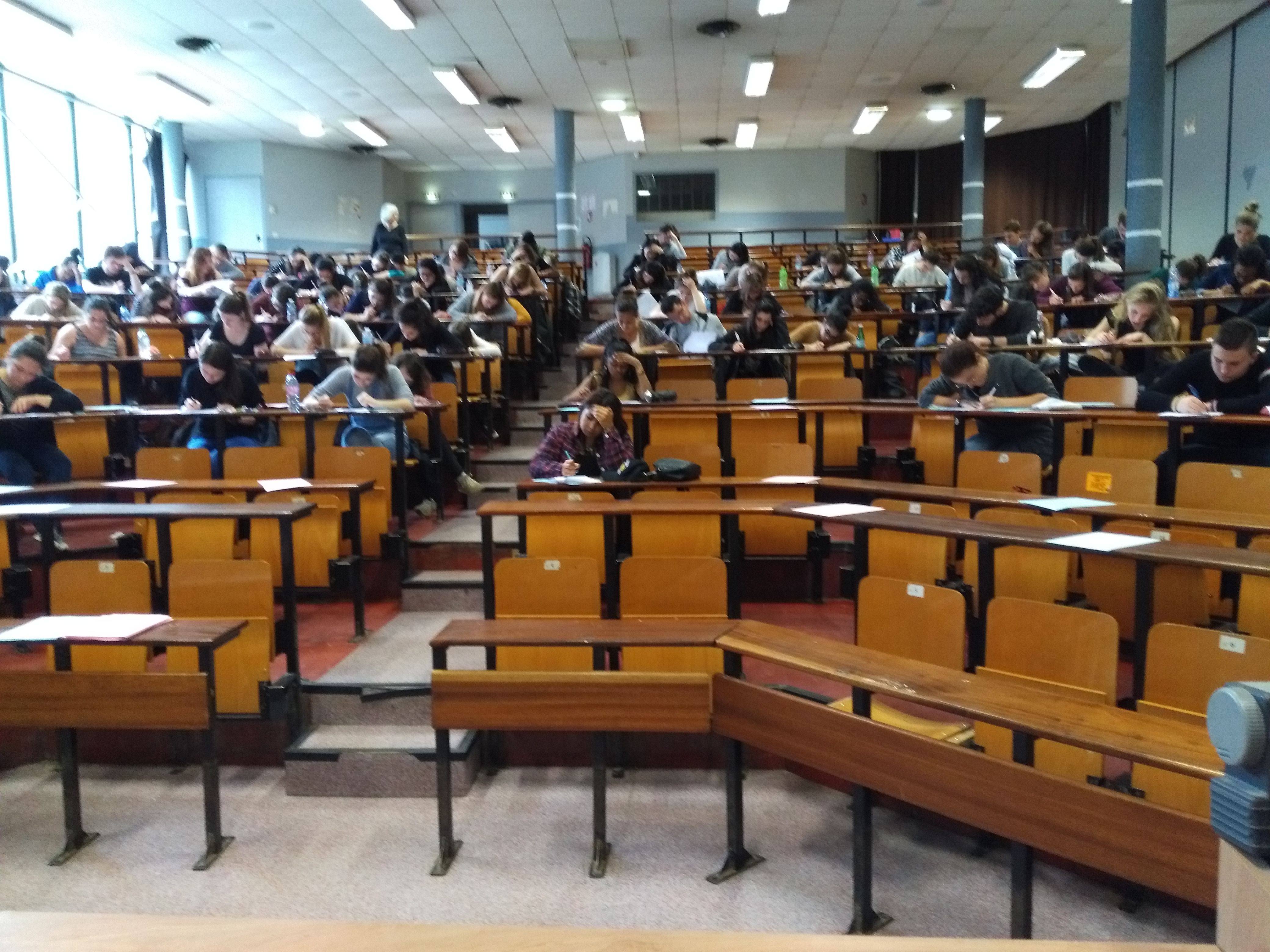
Estudiantes examinándose en la Universidad de Lyon

El caso era el siguienteː la universitaria Debbie había sido acusada de copiar en un examen. Pero la situación global del suceso se mantuvo ambigua para que los participantes razonaran en una dirección deseada. Entonces, los investigadores intentaron manipular la motivación de los participantes para apoyar, ya a la universidad, ya a la estudiante. 
En el primer caso les dijeron que, debido a anteriores incidentes de copia, los esfuerzos del alumnado honrado no se habían visto compensados y la reputación de la universidad se había deteriorado (estudio 4, a favor de la universidad). En el segundo caso les contaron que el hermano de Debbie había muerto meses atrás en un trágico accidente (estudio 3, a favor de la estudiante). 
Los resultados de comportamiento y de una simulación por ordenador mostraron un cambio global en el razonamiento, la inferencia factual, la actitud emocional y la decisión moral según la motivación manipulada. En estos procesos de razonamiento, la ambigüedad situacional se demostró crítica para que los participantes tomaran su decisión en el sentido en que los habían manipulado.
Desde una perspectiva más amplia, Holyoak y Powell interpretaron la motivación en el ámbito moral como un patrón especial de razonamiento predicho por el marco de razonamiento basado en la coherencia. Este marco, cuya teoría inicial se debe al filósofo Paul R. Thagard, sostiene que muchas funciones cognitivas complejas se hacen posibles mediante la evaluación de la coherencia entre conceptos, creencias o emociones. Dicho marco establece vínculos simétricos entre cosas que ocurren a la vez y cosas que no ocurren a la vez. Luego emplea estos vínculos como restricciones (los leones no vuelan, así que el león no se ha podido escapar volando). Este marco proporciona así una manera de representar conflictos entre motivaciones, observaciones, comportamientos, creencias y actitudes irreconcilables, así como entre obligaciones morales.
Resulta importante destacar que el marco de Thagard era muy amplio porque proporcionaba una base computacional para modelar procesos de razonamiento que utilizaba hechos y creencias morales y no morales, así como variables relacionadas con cogniciones en caliente y en frío. Por ejemplo, un conductor que ha estado a punto de chocar con otro puede formarse en caliente la cognición de que el otro habría sido el culpable si llega a haber un accidente, pero luego, más calmado, —en frío— contempla un video de la trayectoria de ambos vehículos, y cambia esta cognición. 

### Causalidad e intencionalidad
Las teorías clásicas de la percepción social habían sido expuestas por psicólogos como Fritz Heider (modelo de la acción intencionada) o Harold Kelley (teoría de la atribución). Estas teorías destacaban cómo los legos (la gente corriente) entienden la acción de una persona basándose en el conocimiento causal que ellos tienen de los factores internos de esa persona (intención y capacidad) y externos a ella. 
La gente asume una relación causal entre el estado interno de la persona (personalidad, intención, deseos, creencias, capacidades), el entorno (causa externa) y la acción resultante (efecto). En estudios posteriores, los psicólogos descubrieron que el juicio moral que la gente hace de una acción se vincula muy fuertemente con esta comprensión causal y este conocimiento sobre el estado mental de la persona.
Bertram Malle y Joshua Knobe llevaron a cabo encuestas para investigar cómo la gente comprendía y utilizaba el concepto de "intencionalidad" y su relación con la acción. Sus datos sugieren que las personas piensan sobre la intencionalidad de una acción en términos de varios componentes psicológicos: deseo del resultado, creencia sobre el resultado esperado, intención de actuar (combinación de deseo y creencia), habilidad para producir el resultado, y consciencia de la acción mientras se está ejecutando. 
Los estudios hallaron efectos significativos de la intención, deseos y creencias del agente en varios tipos de juicios morales. Estos efectos resultaron compatibles con esta visión de componentes, así como con nuestras intuiciones morales (por ejemplo, es más grave un acto malo hecho con intención).
Utilizando un diseño factorial de su experimento para determinar la influencia de cada factor investigado, Cushman mostró que la creencia y el deseo del agente respecto a una acción mala influían significativamente en los juicios sobre su maldad, permisibilidad, castigo y culpa que hacían los participantes en el experimento. Sin embargo, el que la acción tuviera o no consecuencias negativas solo afectaba a los juicios de culpa y castigo, pero no a los de maldad y permisibilidad. Otro estudio también proporciona evidencia neurocientífica de la interacción entre la capacidad de atribuir pensamientos e intenciones a otras personas (denominada teoría de mente) y el juicio moral.
A través de otro conjunto de estudios, Knobe demostró un efecto significativo en el sentido opuesto: las evaluaciones morales del agente y de la acción afectan significativamente a los juicios de intencionalidad. Esto, en principio, es paradójico, porque si a un participante en el experimento le muestran un video del agente realizando una acción sin proporcionarle datos sobre su intencionalidad, el participante puede calificar moralmente esa acción, pero no tiene base para evaluar la intencionalidad.
En uno de los experimentos de Knobe se dice a los participantes que un empresario (el agente) adopta un nuevo programa diseñado para aumentar los beneficios. Este programa tiene efectos secundarios, ante los cuales la actitud del empresario esː «No me preocupo». Si también se les dice que un efecto secundario es beneficiar al medio ambiente, mayoritariamente los participantes juzgan que no es intencional por parte del empresario. Pero si se les cuenta que un efecto secundario es dañar el medio ambiente, el patrón de respuesta se invierte y la mayoría de los participantes considera que el empresario tiene la intención de provocar ese daño.
Muchos estudios sobre razonamiento moral utilizan situaciones ficticias que implican a desconocidos anónimos (p. ej., Dilema del tranvía), con el objeto de descartar los factores externos no relevantes para la hipótesis del investigador. Sin embargo se ha criticado la validez externa de los experimentos donde los razonadores (participantes) y el agente (cuya acción es juzgada moralmente por ellos) no se asocian de ninguna manera.
Pizarro y Tannenbaum, en oposición al énfasis puesto en juzgar actos, se centran en nuestra motivación inherente para evaluar el carácter moral del agente (si es una buena o mala persona), citando la aristotélica ética de las virtudes (según la cual el código moral surge de rasgos internos de la persona). De acuerdo con Pizarro y Tannenbaum, para los primates y los humanos aprender el carácter moral de los agentes a su alrededor tiene que haber sido una preocupación fundamental desde sus primeras etapas evolutivas, porque la capacidad de decidir correctamente con quién cooperar en un grupo era esencial para la supervivencia. Además Pizarro y Tannenbaum observaron que los actos ya no se interpretan separadamente del contexto, porque se ve a los razonadores realizar 2 tareas simultáneas: evaluación del carácter moral del agente y evaluación de su acto. Este planteamiento —centrado en la persona— del juicio moral parece ser compatible con los resultados de algunos estudios anteriores que implicaban un juicio implícito del carácter moral del agente. Por ejemplo, en el estudio de Alicke (1992) citado más arriba, los participantes pueden haber juzgado inmediatamente de manera negativa el carácter moral del conductor que, en ruta hacia su casa, superó el límite de velocidad para esconder un vial de cocaína, y tal inferencia llevó a los participantes a evaluar la causalidad que rodeaba el accidente de manera sesgada.
Para tener en cuenta cómo la gente comprende y usa las relaciones causales entre variables psicológicas, Sloman, Fernbach y Ewing propusieron un modelo causal de juicio de intencionalidad basado en una red bayesiana. Su modelo postula formalmente queː 
- el carácter moral del agente es una causa de que el agente desee el resultado de su acción
- este carácter también es una causa de su creencia de que la acción resultará en una determinada consecuencia
- el deseo y la creencia son causas de la intención de actuar
- la acción del agente está causada por la intención y por la habilidad para producir la consecuencia

Combinando el modelado computacional con las ideas que ha proporcionado la investigación sobre la capacidad de atribuir pensamientos e intenciones a otras personas (capacidad que, recordemos, recibe el nombre de teoría de la mente), este modelo de Sloman, Fernbach y Ewing puede predecir inferencias tanto en el sentido de abajo a arriba (de acción a intencionalidad, deseo y carácter) como en el opuesto (de carácter, deseo e intencionalidad a acción).

## Diferencia de género
Anteriormente los psicólogos creían que hombres y mujeres tenían diferentes valores y razonamiento morales. Se basaban en la idea de que hombres y mujeres a menudo piensan de manera diferente y reaccionan a dilemas morales de maneras distintas. Algunos investigadores hipotetizaban (verbo admitido por la RAE) que las mujeres tendían más en cuenta el cuidado de otras personas, la necesidad y el sacrificio, mientras que los hombres se inclinarían más por la justicia y los derechos (lo que se conoce como razonamiento de justicia).
Sin embargo otros investigadores sabían también que los dilemas morales que hombres y mujeres afrontan diariamente son distintos. Para encontrar el motivo de las diferencias observadas en los razonamientos morales de hombres y mujeres, los investigadores decidieron que sus experimentos se basaran en dilemas morales a los que ambos sexos se ven sometidos regularmente. Para reducir las diferencias situacionales y discernir cómo varones y mujeres utilizan la razón en sus juicios morales, los experimentos tenían que ver con la crianza de niños, actividad que realizan ambos. La investigación demostró que mujeres y hombres utilizan la misma forma de razonamiento moral y la diferencia en los resultados se debe a los distintos dilemas morales que deben resolver diariamente. A menudo varones y mujeres escogieron la misma solución.

## Trastornos del razonamiento moral
Existen personas psicológicamente incapaces de un razonamiento moral correcto, sin sentido moral o sin "raciocinio moral", como se ha definido más arribaː son incapaces de distinguir el bien del mal. Ello puede deberse a algún tipo de psicopatía (hay muchos tipos, todavía insuficientemente estudiados), a daños cerebrales o a discapacidad intelectual. Jurídicamente esta característica se denomina inimputabilidad, porque estas personas, tras haber cometido un delito, no pueden legalmente ser sometidas a juicio, y son recluidas —temporal o definitivamente, según los casos— en hospitales psiquiátricos. La dificultad que no llega a incapacidad se conoce como "debilidad moral".